# Fernanda Lessa
Fernanda Lessa (née le 15 avril 1977 à Rio de Janeiro) est une mannequin brésilien.
Elle a prêté son image à des grandes marques comme Armani, L'Oréal, Swatch, Campari et Alfa Romeo.
Elle est le visage d'Alice dans les campagnes publicitaires d'Alice ADSL en Italie.
En 2006 elle participe à L'isola dei famosi. 
En 2020 elle participe à Grande Fratello VIP.